# (1243) Pamela
(1243) Pamela ist ein Asteroid des Hauptgürtels, der am 7. Mai 1932 vom südafrikanischen Astronomen Cyril V. Jackson in Johannesburg entdeckt wurde. 
Der Asteroid ist Pamela, der Tochter des Entdeckers, gewidmet.